# Maria Clara Sottomayor
Maria Clara Pereira de Sousa de Santiago Sottomayor (Braga, 31 de Janeiro de 1966) é uma jurista, magistrada e professora portuguesa, antiga Juíza do Tribunal Constitucional.
Em 20 de julho de 2016 foi eleita juíza do Tribunal Constitucional pela Assembleia da República, indicada pelo Bloco de Esquerda. Tomou posse a 22 de Julho de 2016. Cessou funções, mediante renúncia, a 25 de Julho de 2019.

## Carreira
Clara Sottomayor é Licenciada em Direito desde 1989 pela Faculdade de Direito da Universidade Católica Portuguesa - Escola do Porto, Mestre em Ciências Jurídico-Civilísticas desde 1993 pela Faculdade de Direito da Universidade de Coimbra e Doutora em Direito Civil desde 2009 pela Universidade Católica Portuguesa.
Exerceu funções docentes na Escola de Direito do Porto da Universidade Católica Portuguesa, lecionando disciplinas como Direitos Reais e Direito da Família
Juíza de carreira, foi nomeada Juíza-Conselheira do Supremo Tribunal de Justiça em 26 de Setembro de 2012.

## Tribunal Constitucional
Em 20 de Julho de 2016 Clara Sottomayor, indicada pelo Bloco de Esquerda, foi eleita Juíza do  Tribunal Constitucional pela Assembleia da República por maioria qualificada (superior a 2/3 dos votos), conforme previsto pela Constituição, tendo em votação secreta sido registados 162 votos a favor, 43 votos brancos e 16 votos nulos.
Em 22 de Julho de 2016, no Palácio de Belém, foi-lhe conferida a posse pelo Presidente da República Marcelo Rebelo de Sousa como Juíza do Tribunal Constitucional para um mandato de 9 anos.
Renunciou ao mandato de Juíza do Tribunal Constitucional a 25 de Julho de 2019, por motivo de divergências sobre a orientação jurisprudencial do Tribunal.

## Publicações
Clara Sottomayor realizou e publicou os mais diversos estudos, sobretudo em matérias relacionadas ao Direito civil, particularmente no âmbito do Direito da Família, destacando-se: 
- Exercício do Poder Paternal - Relativamente à pessoa do filho após o divórcio ou a separação de pessoas e bens, 2.ª Edição,  Universidade Católica Editora, 2003, Porto

- Invalidade e Registo - A Protecção do Terceiro Adquirente de Boa Fé, Almedina, 2010, Coimbra

- E Foram Felizes para Sempre...?Uma Análise Critíca do Novo Regime Jurídico do Divórcio - Actas do Cogresso de 23, 24 e 25 de Outubro de 2008, Almedina, 2010, Coimbra

- Regulação do exercício das responsabilidades parentais nos casos de divórcio, 6.ª ed, Almedina, 2014, Coimbra

- Temas de Direito das Crianças, Almedina, 2016, Coimbra